# حاجی‌بابا موندی
حاجی‌بابا موندی (آلبانیایی: Haxhi Baba Edmond Brahimaj) پیر طریقت و رهبر جهانی باباهای بکتاشیه است.